# Fosforan

generell strukturformel

Fosforaner är kemiska föreningar med den generella strukturformeln PR5. Föreningen PH5 är instabil, medan derivatet pentafenylfosforan ((C6H5)5P) är stabilt.